# Тристрам, Генри Бейкер
Генри Бейкер Тристрам (англ. Henry Baker Tristram; 1822—1906) — английский священник, путешественник и орнитолог.

## Биография
Тристрам родился в церковном приходе Эглингема в Нортумберленде, учился в Линкольн-колледже в Оксфорде. В 1846 году он был рукоположён в священники, однако, из-за туберкулёза был вынужден выезжать за границу. Он был секретарём губернатора Бермуд с 1847 по 1849 годы. Он исследовал Сахару и посетил в 1858 году Палестину. В 1863 и 1872 годах он вернулся туда и посвятил своё время естественнонаучным наблюдениям и определению библейских мест. В 1873 году он стал каноником Даремского собора. В 1881 году он снова отправился в Палестину, Ливан, Месопотамию и Армению. Затем он поехал в Японию к своей дочери Катерине Тристрам, которая была миссионеркой в Осаке.
Тристрам был соучредителем Британского союза орнитологов, а в 1868 году он стал членом Королевского общества. Его поездки и контакты позволили ему собрать обширную коллекцию чучел птиц, которую он продал World Museum Liverpool.

## Публикации
- The Great Sahara (1860),
- The Land of Israel, a Journal of Travels with Reference to Its Physical History (1865),
- The Natural History of the Bible (1867),
- The Daughters of Syria (1872),
- Land of Moab (1874),
- Pathways of Palestine (1882),
- The Fauna and Flora of Palestine (1884),
- Eastern Customs in Bible Lands (1894),
- Rambles in Japan (1895).

## Почести
Целый ряд видов птиц назван в честь Тристама, в том числе тристрамов длиннохвостый скворец, мизомела Тристрама (Myzomela tristrami), цветоед Тристрама (Dicaeum tristrami), тёмная качурка (Oceanodroma tristrami). Также переднеазиатская песчанка (Meriones tristrami) и род рыб семейства цихловых Tristramella названы в его честь. В дальнейшем он опубликовал первые научные описания таких видов птиц, как Otus insularis, кипрская славка и месопотамский воробей.